# Golani-Brigade

Emblem der Golani-Brigade

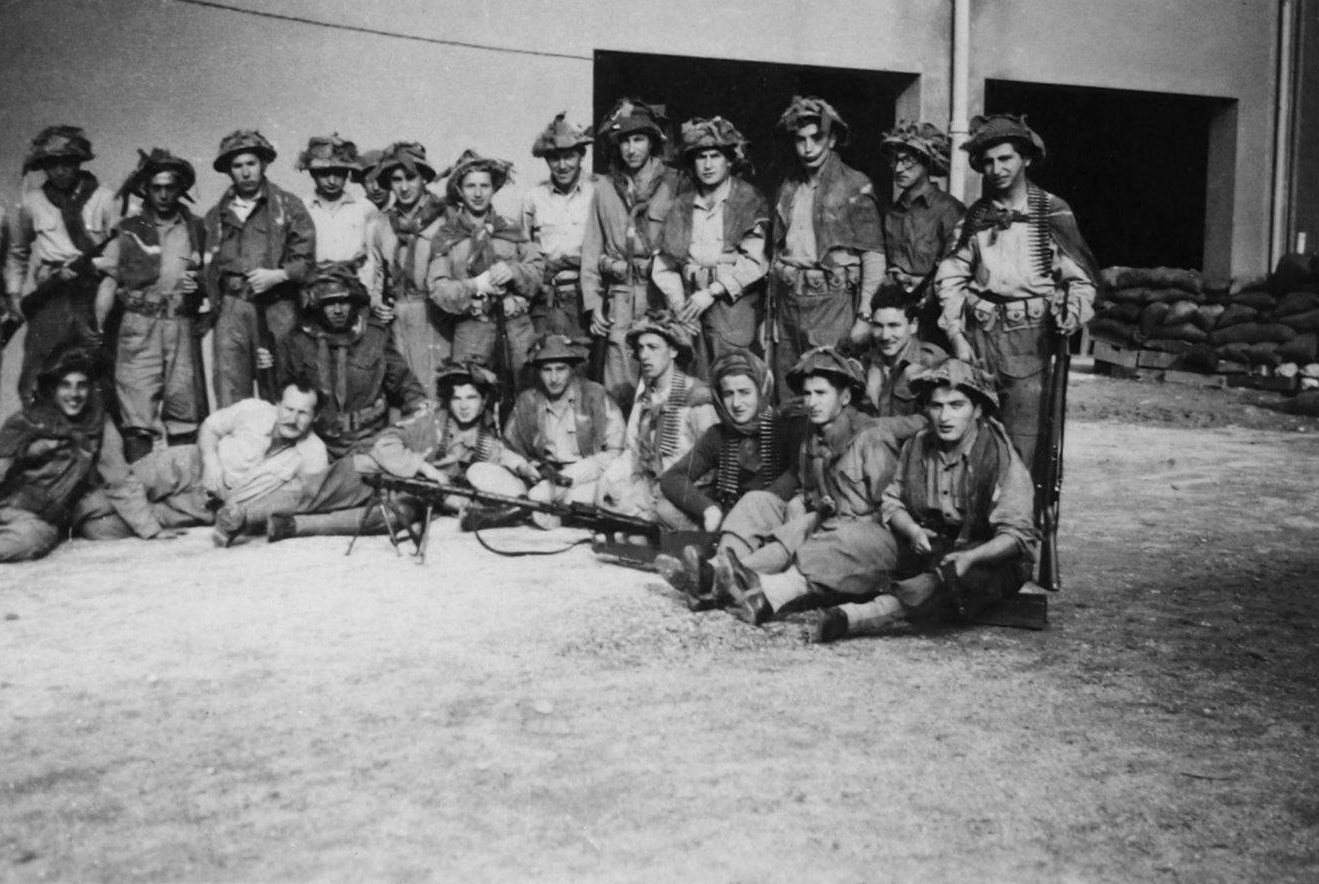
Golani Platoon 1948

Die Golani-Brigade (hebräisch חֲטִיבַת גּוֹלָני Chaṭīvat Gōlanī), auch bekannt als Brigade No. 1, ist ein Großverband der israelischen Verteidigungsstreitkräfte. Sie ist der 36. Division unterstellt und traditionell mit dem Nordkommando verbunden.

## Geschichte
Aufgestellt wurde die Golani-Brigade am 28. Februar 1948 in Ober-Galiläa. Damals wurde die Levanoni-Brigade in Galiläa in Golani-Brigade und Carmeli-Brigade aufgeteilt. Die Einheit nahm seitdem an allen Konflikten teil, in die Israel verwickelt war, einschließlich der Sueskrise, dem Sechstagekrieg, dem Abnutzungskrieg, dem Jom-Kippur-Krieg, der Operation Entebbe und der Operation Litani sowie dem ersten und zweiten Libanonkrieg. Hinzu kommen mehrere Operationen während der ersten und zweiten Intifada.
2013 wurde mit Oberst Ghassan Alian erstmals ein Kommandeur ernannt, der als Druse nicht dem jüdischen Bevölkerungsteil angehört.
Die Brigade nahm 2014 an der Operation Protective Edge teil. Am 19. Juli wurden dabei 13 ihrer Soldaten getötet, der Kommandeur Oberst Ghassan Alian wurde verwundet. Der größte Verlust mit sieben Gefallenen entstand dabei durch Auffahren eines gepanzerten Mannschaftstransportwagens auf eine Panzerabwehrmine, anderen Quellen zufolge wurde ihr Kampffahrzeug von einem RPG-Geschoss getroffen. Unter den 13 getöteten Soldaten befanden sich auch zwei Staatsbürger der USA.

## Insignien
Das Symbol der Brigade ist ein grüner Olivenbaum samt Wurzeln auf gelbem Hintergrund. Die Farben Grün und Gelb symbolisieren die Farben der Wiesen auf den Golanhöhen. Dort war die Brigade nach ihrer Aufstellung stationiert. Der Olivenbaum ist bekannt für seine starken und fest im Land verankerten Wurzeln. Daher wurde er als Zeichen gewählt. Die Soldaten der Einheit tragen ein braunes Barett.
Die Golani-Brigade ist für disziplinäre Probleme bis hin zur Insubordination gegenüber dem Kommandeur bekannt; dennoch wurden mit Mordechai Gur, Gabi Aschkenasi und Gadi Eizenkot drei ihrer Kommandeure zum Chef des Generalstabes von Israel ernannt. Etliche weitere ihrer militärischen Führer wurden in den Stand eines Aluf (Generalmajor) befördert.

## Gliederung
- 12. „Barak“ mechanisiertes Infanteriebataillon
- 13. „Gideon“ mechanisiertes Infanteriebataillon
- 51. „Ha’bakim Ha’rishanim“ mechanisiertes Infanteriebataillon
- Sondertruppenbataillon
  - Panzerabwehrkompanie
  - Pionierkompanie
  - 95. Aufklärungskompanie
  - 351. Fernmeldekompanie

## Kommandeure der Golani-Brigade
| Jahr                                          | Name                  | Ereignisse während des Kommandos | Dienstgrad beim Abschied |
| --------------------------------------------- | --------------------- | -------------------------------- | ------------------------ |
| Februar – Mai 1948                            | Mosche Mann           | Schlacht im oberen Jordantal     | Oberstleutnant           |
| Mai – Juli 1948                               | Mischaʾel Schacham    | Schlacht von Dschenin (1948)     | Oberst                   |
| 1948–1950                                     | Nachum Golan          | Operation Chiram, Operation Uvda | Brigadegeneral           |
| 1950                                          | Dan Laner             |                                  | Generalmajor             |
| 1950–1951                                     | Avraham Yoffe         |                                  | Generalmajor             |
| 1951–1952                                     | Meʾir Amit            |                                  | Generalmajor             |
| 1952–1954                                     | Assaf Simchoni        |                                  | Generalmajor             |
| 1954–1955                                     | Issachar Schadmi      |                                  | Brigadegeneral           |
| 1955–1956                                     | Chaim Ben David       |                                  | Generalmajor             |
| 1956–1957                                     | Binjamin Gibli        | Sueskrise                        | Oberst                   |
| 1957–1958                                     | Aharon Doron          |                                  | Generalmajor             |
| 1958–1960                                     | Elʿad Peled           |                                  | Generalmajor             |
| 1960–1961                                     | Aharon Jariv          |                                  | Generalmajor             |
| 1961–1963                                     | Mordechai Gur         |                                  | General                  |
| 1963–1965                                     | Uri Bar Ratzon        |                                  | Oberst                   |
| 1965–1966                                     | Schlomo Alton         |                                  | Oberst (KIA)             |
| 1966–1968                                     | Yona Efrat            | Sechstagekrieg                   | Generalmajor             |
| 1968–1970                                     | Jequtiʾel Adam        |                                  | Generalmajor (KIA)       |
| 1970–1972                                     | Jehuda Golan          |                                  | Brigadegeneral           |
| 1972–1974                                     | Amir Drori            | Jom-Kippur-Krieg                 | Generalmajor             |
| 1974–1975                                     | Uri Simchoni          | Abnutzungskrieg                  | Generalmajor             |
| 1975–1976                                     | Chaim Binjamini       |                                  | Brigadegeneral           |
| 1976–1977                                     | Uri Saguy (Eisenberg) |                                  | Generalmajor             |
| 1977–1978                                     | Amir Reʾuveni         | Operation Litani                 | Brigadegeneral           |
| 1978–1980                                     | David Katz            |                                  | Brigadegeneral           |
| 1980–1981                                     | Ilan Biran            |                                  | Generalmajor             |
| 1981–1982                                     | Erwin Lavi            | Erster Libanonkrieg              | Brigadegeneral           |
| 1982–1984                                     | Immanuel Hert         |                                  | Brigadegeneral           |
| 1984–1986                                     | Zvi Poleg (Farkash)   |                                  | Brigadegeneral           |
| 1986–1987                                     | Gabi Ofir             |                                  | Generalmajor             |
| 1987–1988                                     | Gabi Aschkenasi       |                                  | Generalleutnant          |
| 1988–1990                                     | Baruch Spiegel        |                                  | Brigadegeneral           |
| 1990–1991                                     | Mosche Zin            |                                  | Brigadegeneral           |
| 1991–1993                                     | Jaʾir Naveh           |                                  | Generalmajor             |
| 1993–1995                                     | Mosche Kaplinski      |                                  | Generalmajor             |
| 1995–1997                                     | Erez Gerstein         |                                  | Brigadegeneral (KIA)     |
| 1997–1999                                     | Gadi Eizenkot         |                                  | Generalmajor *           |
| 1999–2001                                     | Schmuʾel Sakkai       |                                  | Brigadegeneral           |
| 2001–2003                                     | Mosche Tamir          | Operation Schutzschild           | Brigadegeneral           |
| 2003–2005                                     | Erez Zuckerman        |                                  | Brigadegeneral           |
| 2005–2008                                     | Tamir Jadaj           | Zweiter Libanonkrieg             | Brigadegeneral *         |
| 2008–2010                                     | Avi Peled             | Operation Gegossenes Blei        | Oberst *                 |
| 2010–2012                                     | Ofek Buchris          |                                  | Brigadegeneral *         |
| 2012–2014                                     | Janiv Asor            |                                  | Oberst *                 |
| 2014–2016                                     | Ghassan Alian         | Operation Protective Edge        | Oberst *                 |
| 2016–                                         | Schlomo Binder        |                                  | Oberst *                 |
| * bezeichnet einen Soldaten im aktiven Dienst |                       |                                  |                          |

## Belege
1. ↑  In first, Druze officer to lead Golani Brigade. Times of Israel, 24. Oktober 2013, abgerufen am 24. Juli 2014 (englisch).
2. ↑  Golani Brigade Commander Seriously Injured, Website www.israelnationalnews.com, abgerufen am 21. Juli 2014
3. ↑  Seven Golani soldiers killed in Gaza, Website www.jpost.com, abgerufen am 21. Juli 2014
4. ↑  Six fallen Golani Brigade soldiers named by IDF, Website www.haaretz.com, abgerufen am 21. Juli 2014
5. ↑  2 US citizens among 13 dead Golani Brigade soldiers, Website www.israelhayom.com, abgerufen am 21. Juli 2014
6. ↑  Amos Harel:  The IDF's Golani Brigade: Always First on the Scene at the Front Line, Haaretz, 6. Januar 2009. Abgerufen am 13. Dezember 2009 (englisch).